# Трап (община Могила)
Вижте пояснителната страница за други значения на Трап.
Трап (на македонска литературна норма: Трап) е село в южната част на Северна Македония, в община Могила.

## География
Селото е равнинно, разположено на 584 m надморска височина в средата на Битолското поле, областта Пелагония, североизточно от град Битоля. Името на селото произхожда от малката котловина, в която се намира. На запад от селото е село Радобор, а от север почти слято със село Трап е село Будаково.

## История
В XIX век Трап е изцяло българско село в Битолска кааза на Османската империя. Църквата в селото „Света Петка“ е изградена в 1830 година.
Според статистиката на Васил Кънчов („Македония. Етнография и статистика“) от 1900 г. Трапъ има 206 жители, всички българи християни.
На Етнографската карта на Битолския вилает на Картографския институт в София от 1901 година Трап е чисто българско село в Битолската каза на Битолския санджак с 28 къщи.
В началото на XX век населението на селото е под върховенството на Българската екзархия. По данни на секретаря на екзархията Димитър Мишев („La Macédoine et sa Population Chrétienne“) през 1905 година в Трап има 200 българи екзархисти. Към 1906-1907 година Трап, заедно с Радобор, Ношпал, Будаково и Горно Чарлия образува енория в Пелагонийската епархия на Екзархията, с енорийски свещеник Тодор Стоянов.
В 1961 година селото има 316 жители. Жителите се изселват към Битоля, Скопие, Европа и презокеанските земи.
Според преброяването от 2002 година селото има 175 жители, от които 174 северномакедонци и един друг.
| Националност     | Всичко |
| северномакедонци | 174    |
| албанци          | 0      |
| турци            | 0      |
| цигани           | 0      |
| власи            | 0      |
| сърби            | 0      |
| бошняци          | 0      |
| други            | 1      |

## Личности
Родени в Трап
- Христо Петров - Панзора (1880 – ?), български революционер от ВМОРО